# Mușchi palatofaringian
Mușchiul palatofaringian (latină: musculus palatopharyngeus) sau faringostafilin este un mușchi al capului și gâtului și unul dintre mușchii longitudinali interni ai faringelui. Este menționat și ca unul dintre cei cinci mușchi pereche ai palatului moale.

## Structură
Corpul mușchiului palatofaringian intră în constituția anatomică a arcului palatofaringian (stâlpul posterior al vălului palatin). Acesta prezintă la extremitatea sa cranială trei fascicule, iar la extremitatea sa caudală două fascicule. Fasciculele craniene sunt unul tubar (salpingofaringian), unul pterigoidian (pterigofaringian) și altul principal (palatofaringian). Fasciculele caudale sunt unul tiroidian și altul faringian.
Palatofaringianul constă în principal din fibre rapide (tip II), permițând contracția rapidă a mușchiului, dar făcându-l mai susceptibil la oboseală, dacă este necesară contracția acestuia pe perioade îndelungate de timp.

## Inserții
Fasciculul tubar se inseră pe marginea inferioară și extremitatea medială a cartilajului trompei lui Eustachio. Fasciculul pterigoidian se inseră pe cârligul lamei mediale a procesului pterigoid (hamulus), iar fasciculul palatin se inseră pe fața posterosuperioară a aponevrozei palatine și pe septul vălului palatin. Fasciculele inferioare se inseră astfel: fasciculul tiroidian pe marginea dorsală a lamelor cartilajului tiroid, iar fasciculul faringian se formează din fibre musculare ce vin de pe fața posterioară a faringelui.

## Inervație
Palatofaringianul este inervat de plexul faringian derivat din nervul accesor și ramura faringiană a nervului vag.

## Funcție
Este un constrictor al istmului nazofaringian prin apropierea celor două arcuri palatofaringiene. Este un ridicător al laringelui și al faringelui în timpul deglutiției. Prin fasciculul său tubar contribuie la dilatarea trompei lui Eustachio și la ventilarea casei timpanului.